# Simone Lacour
Simone Lacour (Antwerpen, 6 augustus 1926 – Rilly-sur-Loire, 23 januari 2016) is een Antwerpse vrouwelijke kunstenaar die voornamelijk in Frankrijk actief was. Haar multimediale oeuvre behoort tot de Belgische avant-garde van de jaren vijftig en haar abstract-surrealistisch werk kende internationale faam. Ze is vooral bekend voor haar inktcomposities op papier, haar schilderwerk op jute, haar assemblages en haar shaped canvases genaamd Vélumes.

## Biografie
Simone Lacour (1926-2016) werd geboren in Antwerpen, maar door WOII trok haar familie naar Wallonië. Lacours artistieke educatie startte aan de Koninklijke Academie voor Schone Kunsten van Luik (1946-1950) en aan Ter Kameren in Brussel (vanaf 1950), waar ze leerling was van Paul Delvaux. Ondanks haar engagement binnen de oprichting van de Antwerpse moderne kunstbeweging G58 verhuisde Lacour in 1953 naar Parijs. Vanaf eind jaren 1950 startte ze rdeel uit te maken van het Belgische en Europese artistieke klimaat: ze werd uitgenodigd om deel te nemen aan Formes et Matières 1958 in Helsinki. In 1960 en in 1962 ontving ze een eervolle vermelding in de Parijs Jonge Belgische schilderkunst, en eveneens in 1962 sleepte ze een zilveren medaille in de wacht op de Oostendense Europaprijs.
Haar werken zijn herkenbaar aan de wijze waarop zij materialen, texturen, objecten en kleuren hanteert. Binnen haar multimediale oeuvre - schilderijen, tekeningen, collages en assemblages - slaagde ze erin een eigen beeldtaal te creëren. Deze is gevrijwaard van de invloeden van haar leermeesters: Paul Delvaux (1897-1994), Fernand Léger (1881-1955) en Léon Zack (1892-1980). Lacour werkt vanuit haar persoonlijke verbeeldingskracht. Ze toont haar ideeën, dromen, fantasieën en angsten in haar werken. Ze inspireerde zich ook op het Surrealisme, meer bepaald op de werken van René Magritte (1889-1967) . Lacour stond echter kritisch tegenover zulke vergelijkingen. Ze tracht deze te vermijden door te streven naar een eigen artistieke persoonlijkheid.
Dankzij Lacours connecties met kunstverzamelaar Fernand Grainborge (1903-1985) kan zij vanaf de jaren zestig binnen het A.P.I.A.W. haar werken tentoonstellen. Haar steeds meer abstracte schilderijen werden positief onthaald. In 1962 en 1965 overlijden beide ouders van Lacour, waardoor haar werk donkerder wordt. In 1963 neemt Michel Seuphor (1901-1999) Lacour op in Abstracte Schilderkunst in Vlaanderen, Musea in Luik, Verviers en Gent kopen haar werken aan. De Parijse galerist Paul Facchetti (1912-2010) laat haar vanaf 1967 exposeren en in 1971 stelt ze tentoon op de tweede Triënnale van Brugge. Toch opteert Lacour om in de periferie van de kunstwereld te blijven om niet te moeten passen binnen het avant-garde keurslijf en de kunstmarkt.

## Vélumes, Lacours shaped canvases
Lacour blijft gedurende haar hele carrière experimenteren met de mogelijkheden van de schilderkunst. Net zoals Marcel Duchamp (1887-1968) en Kurtt Schwitters (1887-1949) blijft ze de grenzen van de kunst opzoeken. Zo stelde ze in 1998 tijdens een radio-uitzending:

Hoe kan ik nu iedere dag hetzelfde schilderen? Ik, die zich zo laat beïnvloeden door hetgene dat er rondom zich gebeurt. Het licht is toch ook iedere dag anders.

Ruimte en licht bleven een prominente rol spelen in Lacours abstracte schilderwerken. Vanaf 1962 hield de zoektocht naar een alternatieve wijze om ruimte en lichte te suggereren haar steeds meer bezig. Zoals Lucio Fontana (1899-1968), Heinz Mack (°1931) en Walter Leblanc (1932-1986) stapt ze met haar experimenten buiten de traditionele schilderkunst. In plaats van licht met olieverf te schilderen, wil ze het via het doek opvangen. Dit doet ze door haar monochrome schilderijen met aluminiumdraad op te spannen zodat er een tentvormige, abstracte sculptuur ontstaat. Deze shaped canvas noemt Lacour ‘Vélumes’. De dunne lagen verf en de structuur van het doek zorgt voor licht- en schaduweffecten.
Lacour toonde de Vélumes op de Antwerpse Kunstkamer in 1963. Onder het impuls van de destijdse opkomende anti-peinture-beweging werd het zoeken naar ruimte actueel binnen de schilderkunst. In 1964 tijdens een expo in de Brusselse Ravenstein Galerie, werden Lacours Vélumes opgepikt en ook in Parijs tentoongesteld. Tot in de jaren 1970 blijft Lacour Vélumes blijven maken, en verwerkt ze steeds meer gevonden materialen zoals aluminium, spiegelgels en vormen in metaal in haar werken. Hierna is de stap om het vlakke doek te verlaten klein en zal ze zich weerleggen op haar assemblage kunst.

## Exposities
Solo Exposities
- 1955: Galerie du Carré, Luik
- 1956: A.P.I.A.W., Luik
- 1959: Koninklijk Museum voor Schone Kunsten Brussel, Brussel
- 1960: A.P.I.A.W., Luik
- 1962: Galerie 13, Frankfurt
- 1962: Galerie Horn, Luxemburg
- 1963: Museum voor Schone Kunsten, Verviers
- 1964: Ravenstein Galerie, Brussel
- 1967: Galerie Paul Facchetti, Parijs
- 1971: Galerie Flat 5, Brugge
- 1971: Galerie Miroir d' Encre, Brussel
- 1971: Galerie Ekstrovert, Antwerpen
- 1976: Maison des Jeunes et de la Culture, Parijs
- 1976: Etablissements Thomson, Parijs
- 1978: Galerie Grotte Witte Arend, Antwerpen
- 1978: Maison des Jeunes et de la Culture, Parijs
- 1982: Galerie Astra, Parijs
- 2003 : 1ère exposition en Touraine à la Galerie Arabesque, Loches
- 2004 : salle Francis Poulenc, Amboise
- 2006: Château de Tours, Rétrospective, Tours
- 2009 : Espace Icare, Issy-les-Moulineaux

Groepsexposities
- 1957: Salon des Comparaisons, Parijs
- 1957: Galerie du Colisée, Parijs
- 1957: Cercle Volney, Parijs
- 1957: Salon International Féminin, Parijs
- 1960: Groupe "Le Hallier", Kopenhagen
- 1960: Peinture de l'Ecole de Paris, Helsinki
- 1960: Jeune peinture, Maastricht
- 1961: Belgische School (Helsinki), Antwerpen
- 1961: Musée d'Art Moderne (Biennale de la Jeune peinture 1961), Parijs
- 1963: Musée des Beaux-Arts (Art Contemporain), Reims
- 1964: Georganiseerd door het Ministerie van Nationale Opvoeding, Afrika
- 1964: Georganiseerd door Ministerie van Culturele Zaken Frankrijk, Japan
- 1965: Salon des réalités, Parijs
- 1967: Salon Art Sacré, Parijs
- 1979: Paul Delvaux et ses élèves, Bergen
- 1977: Salon Sud 92, Parijs
- 1978: Salon Sud 92, Parijs
- 1978: Salon Union des Femmes peintres et sculptures, Parijs
- 1979: Salon Sud 92, Parijs
- 1979: 95e Salon Union des Femmes peintres et sculptures, Musée du Luxembourg, Parijs
- 1980: Salon Art Sacré, Parijs
- 1980: Salon Sud 92, Parijs
- 1980: Salon Union des Femmes peintres et sculptures, Parijs
- 1980: Salon Union des Femmes peintres et sculptures, Parijs
- 1981: Salon Union des Femmes peintres et sculptures, Parijs
- 1982: 98e Salon Union des Femmes peintres et sculptures, Musée du Luxembourg, Parijs, elle expose Autoportrait
- 1983: Salon II Convergence Jeune expression, Parijs
- 1983: Salon d’ automme, Grand Palais, Parijs
- 1984 : Salon d'Automne, Grand Palais, Paris, elle expose la fenêtre Help.
- 1985 : 101e Salon des Femmes Peintres et Sculpteurs, UFPS85, Pavillon des Arts, Parc Floral, Bois de Vincennes, Paris, elle expose l'assemblage Volonté de puissance
- 1986 : XXXe salon du dessin et de la peinture à l'eau au Grand Palais, Paris, elle expose Le livre des morts et Miroir des deux âges
- 1988 : UFPS88, Biennale des Femmes au Grand Palais, Paris, elle expose l'assemblage Le Temps Jongleur.
- 1990 : Salon d'Automne au Grand Palais, Paris, elle expose des Assemblages
- 1994 : CONTEMPORAINES, 110e Salon de l'Union des Femmes Peintres et Sculpteurs, Espace Eiffel-Branly 94, Paris, elle expose l'assemblage Mais regarde moi !

## Prijzen en erkenningen
- 1958: Prix Hélène Jacquet, Luik
- 1958: Prix Anto-Carte, Brussel
- 1958: Prix de Dôme, Parijs
- 1960: Eervolle vermelding in de Parijs Jonge Belgische Schilderkunst
- 1960: Onderscheiding Prijs Jonge Belgische Schilderkunst Brussel
- 1961: Prix Olivetti
- 1962: Zilveren medaille voor inzending Oostendense Europaprijs
- 1962: Onderscheiding Prijs Jonge Belgische Schilderkunst Brussel
- 1963: Vermeld door Michel Seuphor in Abstracte schilderkunst in Vlaanderen
- 1963: Prix de Biarritz